# Cataratas Americanas

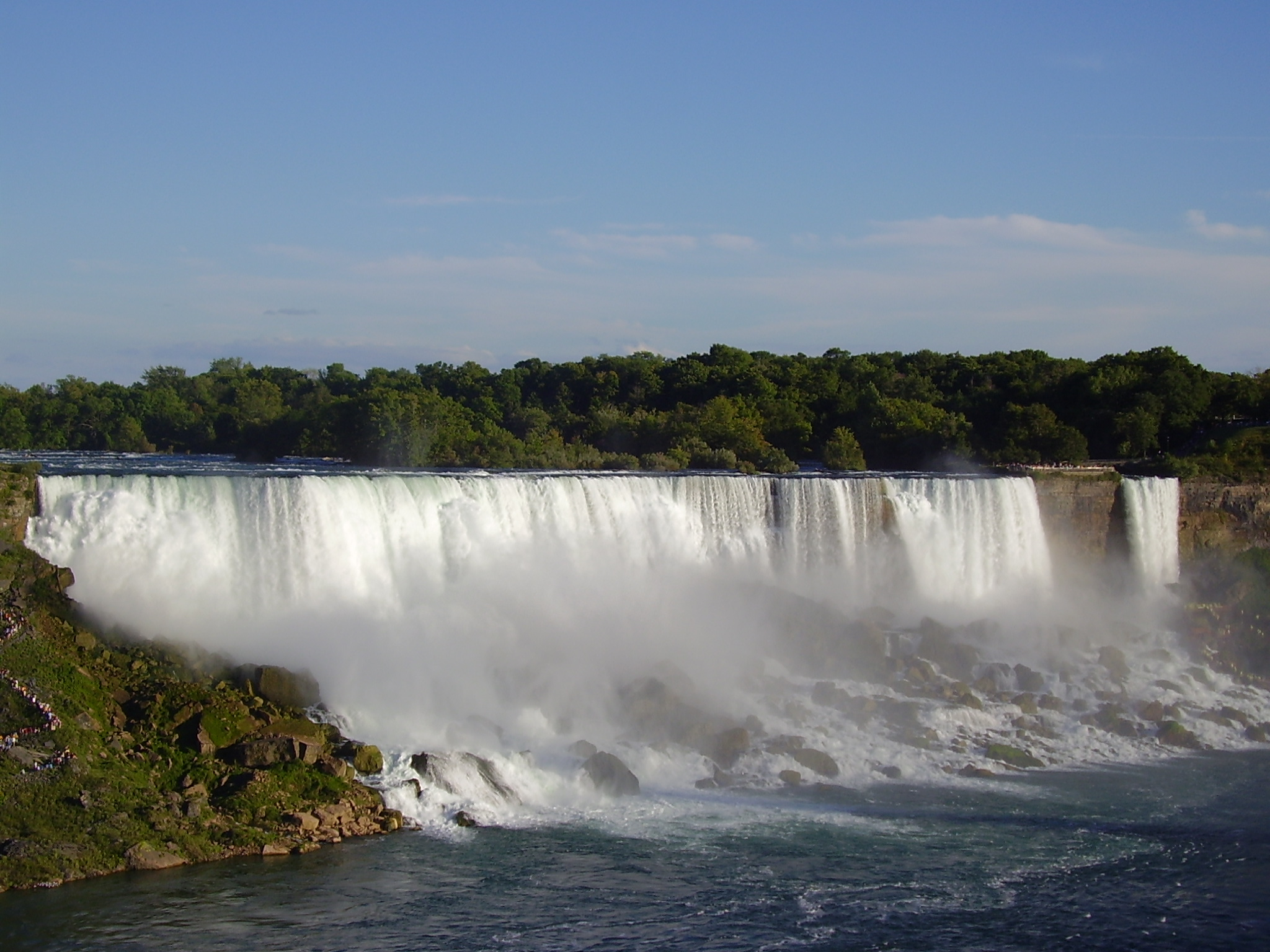
Vista das Cataratas Americanas.

As Cataratas Americanas (em inglês:  American Falls) são uma das três cataratas que compõem as Cataratas do Niágara, as outras sendo as Cataratas Canadenses e as Cataratas Bridal Veil. A altura das quedas de água das Cataratas Americanas varia entre 21 a 34 metros. Recebe cerca de 10% do volume do rio Niágara passando pelas Cataratas do Niágara. Tal como as cataratas Bridal Veil, encontram-se no lado americano, no estado de Nova Iorque.